# Pamětní medaile 100 let ČsOL
Pamětní medaile 100 let ČsOL je oceněním Československé obce legionářské.

## Stanovy ocenění
Medaile byla zřízena jako mimořádné ocenění Československé obce legionářské u příležitosti 100. výročí svého vzniku. Pamětní medaile jsou vyrobeny v konečném počtu. Předobrazem se stala pamětní medaile ČsOL ze závěru 90. let 20. století.
Uděluje se osobám, které se významnou měrou zasloužily o rozvoj a činnost ČsOL, propagaci legionářských tradic a které pomáhají plnit poslání ČsOL bez ohledu na jejich členství; dále spolkům, institucím, organizacím, orgánům státní správy, složkám (útvarům) AČR, krajským vojenským velitelstvím, aktivním zálohám a jiným právním subjektům, které aktivně spolupracují s jednotami ČsOL a těmto jednotám významně pomáhají v jejich práci. Ocenění nelze udělit in memoriam.